# Chambon-sur-Lac
Chambon-sur-Lac é uma comuna francesa na região administrativa de Auvérnia-Ródano-Alpes, no departamento Puy-de-Dôme. Estende-se por uma área de 46,5 km². Em 2010 a comuna tinha 421 habitantes (densidade: 9,1 hab./km²).